# Општина Љутомер
Општина Љутомер (словен. Ljutomer) је једна од општина Помурске регије у држави Словенији. Седиште општине је истоимени градић Љутомер.

## Природне одлике
Рељеф: Општина Љутомер налази се у североисточном делу Словеније, у словеначком делу Штајерске. Део источне границе општине је и државна граница са Хрватском. Западни део подручја општине припада области источних Словенских Горица, брдском крају познатом по виноградарству и справљању вина. Источни део налази се у долини реке Муре.
Клима: У општини влада умерено континентална клима.
Воде: Најзначајнији водоток у општини је река Мура, истовремено и северна граница општине. Остали водотоци су мали и њене су притоке.

## Становништво
Општина Љутомер је густо насељена.

## Насеља општине
| - Бабинци - Бодиславци - Бранославци - Бучковци - Видановци - Вогричевци - Глобока - Годемарци - Гресовшчак - Грлава - Десњак | - Драковци - Железне Двери - Згорњи Каменшчак - Иловци - Јерузалем - Крапје - Криштанци - Куршинци - Љутомер - Мала Недеља - Мекотњак | - Моравци в Словенских Горицах - Мота - Норшинци при Љутомеру - Нунска Граба - Плешивица - Подградје - Прецетинци - Пресика - Пристава - Радомерје - Радомершчак | - Радославци - Ринчетова Граба - Ситаровци - Сламњак - Сподњи Каменшчак - Стара Цеста - Строчја Вас - Цезањевци - Цубер - Цвен - Шалинци |  |